# HD93700
HD93700 — хімічно пекулярна зоря спектрального класу A0, що має видиму зоряну величину в смузі V приблизно  9,1.
Вона  розташована на відстані близько 616,6 світлових років від Сонця.

## Пекулярний хімічний склад
Зоряна атмосфера HD93700 має підвищений вміст 
Eu
.